# Fruticicola fruticum
Hélice cerise
Espèce
Synonymes
- Bradybaena fruticum (O. F. Müller, 1774)[2]
- Helix fruticum O.F. Müller, 1774[3] [2]

Statut de conservation UICN

 LC  : Préoccupation mineure
Fruticicola fruticum, l'Hélice cerise, est une espèce de petits escargots de la famille des Bradybaenidae, présents dans le centre et l'est de l'Europe et en Asie.

## Dénomination et synonymes
Cette espèce est appelée Hélice cerise en français. En allemand, elle est dénommée "Genabelte Strauchschnecke", "l’escargot des buissons à ombilic" ; et en néerlandais "Gewone struikslak", "escargot  des buissons commun".
Synonymes: initialement décrite comme Helix fruticum O.F. Muller 1774, elle a aussi été rangée dans les genres Eulota et Bradybaena, avant de devenir l’espèce type du genre Fruticicola.

## Distribution
Fruticicola fruticum est globalement centre- et est-européenne, répandue de la moitié est de la France à la Crimée et au Caucase, et vers le nord jusqu’au sud de la Scandinavie. Elle est absente des îles Britanniques et de l’ouest de la France comme du sud de l'Europe. C’est le seul représentant de la famille des Bradybaenidae (et donc du genre Fruticicola) dans cette zone. Dans la liste rouge de l’UICN, elle est classée dans la catégorie LC, c’est-à-dire non menacée.

## Description
Sa taille est assez variable, de 10 à 19 mm de large et 13 à 23 mm de hauteur. La coquille est globuleuse à faiblement déprimée, à 5 à 6 tour et demi, avec un ombilic, de couleur blanche à vert-jaune, avec parfois une bande sombre peu marquée à la périphérie.

## Espèces semblables
Elle ressemble à Euomphalia strigella, dont le péristome est réfléchi et épaissi et l’ombilic plus large (1/4 du diamètre de la coquille), à Monacha cantiana, dont l’ombilic est plus petit, et à Cepaea hortensis, plus globuleuse, et dont l’ombilic est complètement obturé par le péristome.

## Croissance et reproduction
La maturité sexuelle est atteinte vers 13 à 14 mois, alors que la taille adulte est atteinte entre 15 et 22 mois. Les œufs ne sont pondus qu’à partir de la 3e année. La période de ponte est de 2 à 4 mois, entre mars et juin. 10 à 70 œufs sont pondus dans un petit trou dans le sol. Ils mesurent 2,5 à 3 mm, sont blancs et ronds. Leur développement dépend de la température et peut durer de 26 à 50 jours. En captivité, ils atteignent jusqu’à 6 ans et demi, moins en pleine nature.

## Habitat et nourriture
Elle peut être commune dans les zones humides, et présente également dans les haies, les friches, les champs et lisières de forêts. Dans les Alpes, elle atteint 1 700 m d’altitude. Elle se nourrit d’orties, de houblon et d’autres plantes. À partir de septembre, elle peut également se nourrir de détritus. Selon la région et la température, elle entre en léthargie hivernale en octobre ou novembre, sous des feuilles ou dans la terre. L’ouverture de sa coquille est obturée par une membrane calcaire, qu’elle peut aussi secréter lors de période sèches en été. Elle se réveille selon la température et peut donc aussi être rencontrée lors d’hivers doux.